# Valsaria
Valsaria Ces. & De Not. – rodzaj grzybów z klasy Dothideomycetes. Grzyby mikroskopijne powodujące choroby roślin. W Polsce występuje Valsaria insitiva powodująca cytosporozę jabłoni i leukostomozę drzew pestkowych.

## Systematyka i nazewnictwo
Pozycja w klasyfikacji według Index Fungorum: Valsariaceae, Valsariales, Incertae sedis, Dothideomycetes, Pezizomycotina, Ascomycota, Fungi.
Takson utworzyli Vincenzo de Cesati i Giuseppe De Notaris w 1863 r.
Synonimy: Hypoxylonopsis Henn. 1904, Phaeocreopsis Sacc. & P. Syd. ex Lindau 1900, Phaeosperma (Sacc.) Traverso 1906, Pseudothyridaria Petr. 1925, Valsaria subgen. Phaeosperma Sacc. 1882
Niektóre gatunki:
- Valsaria acericola Ellis & Fairm. 1905
- Valsaria insitiva (Tode) Ces. & De Not. 1863